# مارك جودبير
مارك جودبير (بالإنجليزية: Mark Godbeer؛ مواليد 22 نوفمبر 1983) هو ملاكم ملاكمة عارية الأيادي إنجليزي ومُقاتل فنون قتالية مختلطة سابق.

## وصلات خارجية
لم يتم العثور على روابط لمواقع التواصل الاجتماعي.

- مارك جودبير على موقع يو إف سي (الإنجليزية)
- مارك جودبير على موقع بيلاتور (الإنجليزية)
- مارك جودبير على موقع شيردوغ (الإنجليزية)
- مارك جودبير على موقع IMDb (الإنجليزية)